# Iris Boter
Miriam Iris Boter (Sassenheim, 17 januari 1972) is een Nederlandse schrijfster en illustrator van jeugd- en kinderboeken en korte verhalen.

## Levensloop
Boter is opgegroeid in Wijhe aan de IJssel. Ze is in 1995 afgestudeerd aan de kunstacademie te Kampen. Intussen heeft ze meer dan tweehonderd jeugd- en kinderboeken geïllustreerd en meer dan veertig jeugdboeken en boeken voor jongeren geschreven.

## Publicaties
- Juf Braaksel en de magische ring (2018)
- Juf Braaksel en de geniale ontsnapping (2020)
- Zwaartekracht (2017)
- Monster van het IJsselmeer (2016)
- Pinokkio – de ondeugende pop (2016)
- Mislukt (2016)
- De papegaai in de kast (2016)
- Hero, de Superheldenhulphond (2015)
- De verhalenmachine (2014)
- Het spannendste schoolreisje ooit (2014)
- Zwaartekracht (2013)
- Bas wil een beest (2013)
- Wish you were here (2011)
- Net als op vakantie (2011)
- Vandaag zijn wij de baas (2011)
- Gelukkig gestoord (2010)
- Aanraken doe je zó (2010)
- De gestolen munt (2010)
- De rugzakpoes (2010)
- Dat eet ik écht niet! (2009)
- Reünie in Rome (2009)
- Sanne gaat solo (2008)
- De kat die niet van de bank af wilde (2007)
- Beroemd! (2007)
- Online! (2006)
- Een bijzondere club (2004)
- De buitengewone buurman (2002)
- Sofie komt te laat (2002)
- Juf Braaksel en de gigantische ontploffing (2023)

Bundels met een of meer korte verhalen:
- Kerstavond (2013)
- Er zit een feest in mij - Poëziespektakel (2012)
- Summer Cocktail (2012)
- Summernights (2011)
- Allemaal sterretjes, kerstverhalenbundel (2012)
- Lichtjes in je ogen, kerstverhalenbundel (2011)
- Kerstverhalenliedjesleesboek (2008)
- Het beste van Nightwriters (Kluun) (2007)
- Zwanenzang en nog veel meer (2002)
- De breiclub (2015)